# Anexação do Havaí

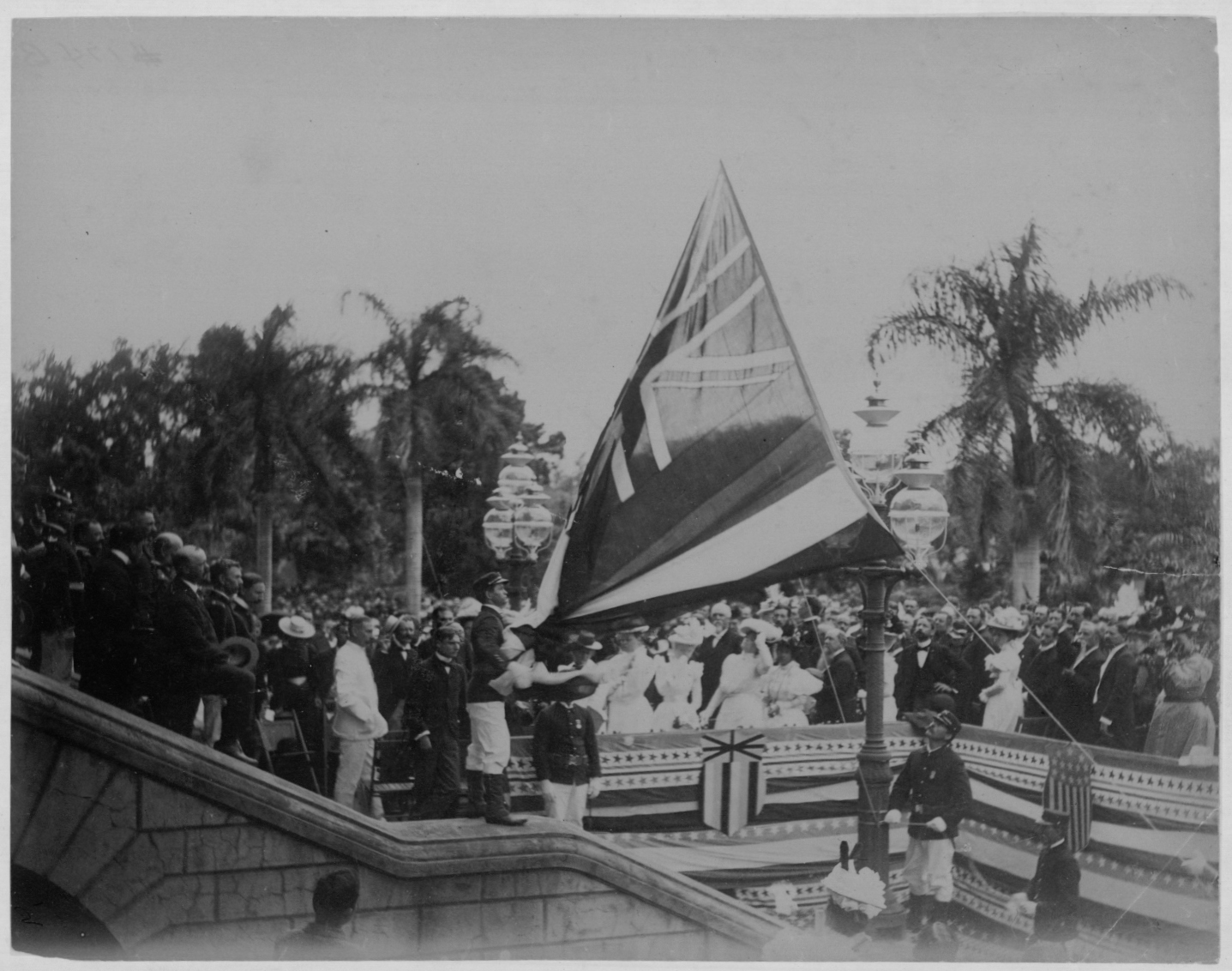
Cerimônia onde a bandeira da República do Havaí sendo retirada para que a bandeira dos Estados Unidos pudesse ser erguida.

A Anexação do Havaí, chamada também de Newlands Resolution (em português: Resolução de Newlands), foi o tratado assinado em 7 de julho de 1898 e foi responsável por repassar o Havaí aos Estados Unidos.

## Anexação
Em 1897, o presidente dos EUA, William McKinley, assinou um tratado de anexação para a República do Havaí, que nunca foi ratificado pelos Estados Unidos. Em abril de 1898, os Estados Unidos entraram em guerra com a Espanha e a República do Havaí declarou sua neutralidade. Na prática, o Havaí deu enorme apoio aos Estados Unidos, que demonstraram seu valor como base naval em tempos de guerra e obtiveram ampla aprovação norte-americana por seu comportamento não neutro. Com a oposição enfraquecida, o Havaí foi anexado pela Resolução de Newlands, por meio do método de acordo Executivo-Congresso, que exige apenas uma votação majoritária em ambas as casas. Embora o projeto de lei tenha sido de autoria de um democrata, a maior parte de seu apoio veio dos republicanos. Foi aprovado na casa por uma votação de 209 a 91; apoiantes incluíam 182 republicanos. Ele foi aprovado no Senado por uma maioria de dois terços dos votos de 42-21. Foi aprovado em 4 de julho de 1898 e assinado em 7 de julho por McKinley. Em 12 de agosto, uma cerimônia foi realizada nos degraus do ʻIolani Palace para significar a transferência oficial da soberania do estado havaiano para os Estados Unidos. Alguns cidadãos havaianos não reconheceram a legitimidade do evento e não compareceram.
A resolução estabeleceu uma comissão de cinco membros para estudar as leis que eram necessárias no Havaí. A comissão incluiu o governador territorial Sanford B. Dole, os senadores Shelby M. Cullom e John T. Morgan, o representante Robert R. Hitt e o ex-Havaí Chefe de Justiça e depois Governador Territorial Walter F. Frear. O relatório final da comissão foi submetido ao Congresso para um debate que durou mais de um ano. O Congresso levantou objeções de que estabelecer um governo territorial eleito no Havaí levaria à admissão de um estado com maioria não branca. A anexação permitiu o comércio isento de impostos entre as ilhas e o continente, embora isso já tivesse sido realizado principalmente por meio de um acordo comercial de reciprocidade que o rei David Kalakaua havia feito com os EUA em 1875 e, em troca, deu à Marinha dos EUA um arrendamento de longo prazo de Pearl Harbor para uma Base Naval.
A criação do Território do Havaí foi o passo final em uma longa história de diminuição da soberania havaiana e dividiu a população local. A anexação foi contestada por alguns entre a população polinésia e ocorreu sem qualquer tipo de referendo. O debate entre ativistas anti-soberania e soberania ainda existe sobre a legalidade da aquisição do Havaí sob a constituição dos EUA. O movimento de soberania havaiano vê a anexação como ilegal. No entanto, a Suprema Corte dos EUA deu reconhecimento tácito à legitimidade da anexação do Havaí no processo De Lima v. Bidwell, 182 US 1 196 (1901).